# Sina Kamala Kaufmann

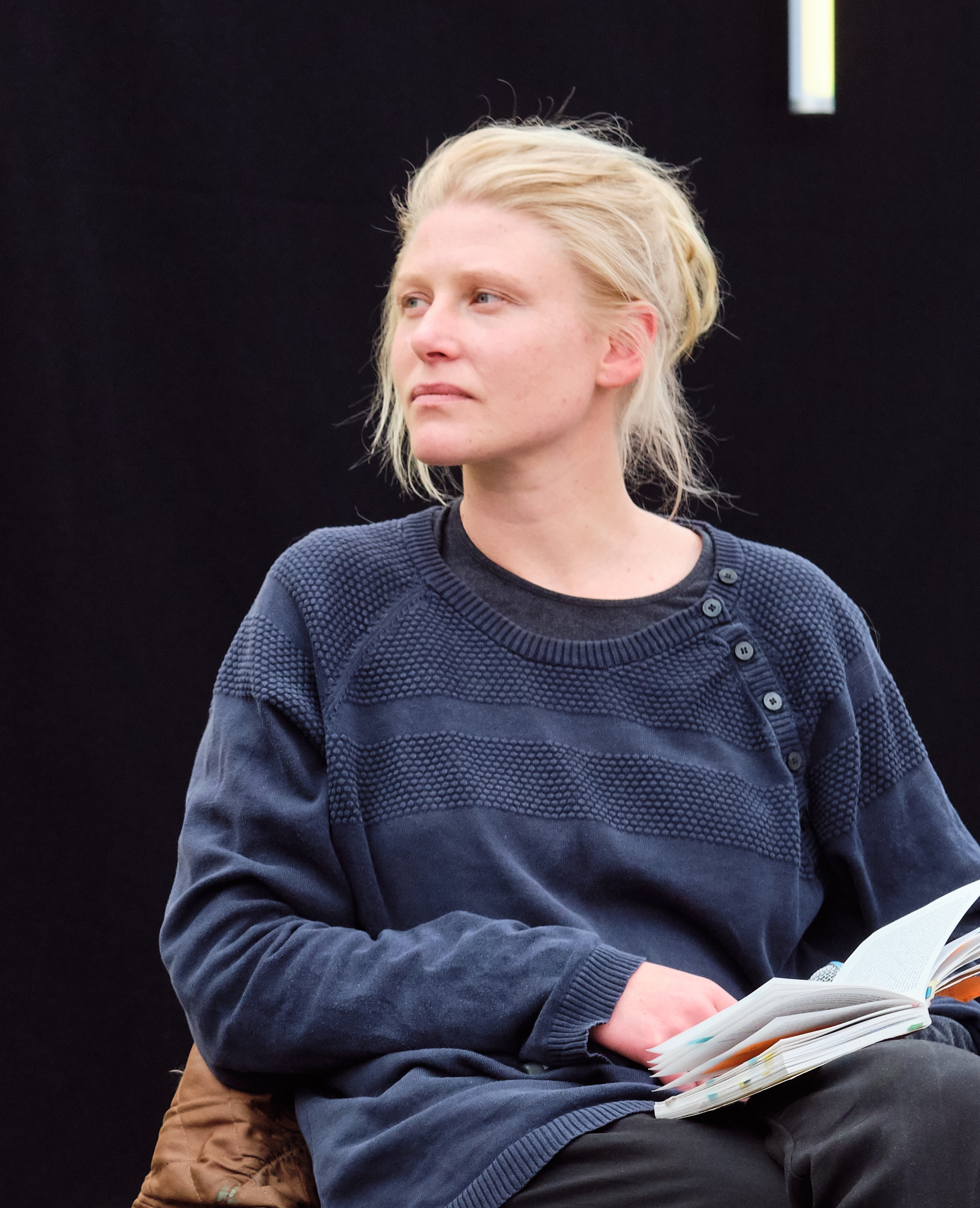
Sina Kamala Kaufmann beim Netzfest 2019 in Berlin

Sina Kamala Kaufmann (* 1985 in Bonn) ist eine deutsche Schriftstellerin, Umwelt-  und  Bürgerrechtsaktivistin. Sie schreibt Science-Fiction und ist Herausgeberin der deutschen Ausgabe des Extinction-Rebellion-Handbuchs, das 2019 im S. Fischer Verlag erschienen ist. Ihr ebenfalls 2019 erschienenes literarisches Debüt Helle Materie, ein Band mit politisch engagierten „nahphantastischen Erzählungen“, erfuhr starke Aufmerksamkeit in den Medien.

## Leben
Kaufmann wurde 1985 in Bonn geboren und ging dort zur Schule. Nach dem Abitur studierte sie Politik, Philosophie und Staatsrecht in Bonn und machte gleichzeitig eine Tanzausbildung. Während des Studiums engagierte sich Kaufmann im netzpolitischen Kontext. 2010 veröffentlichte sie Politik im Web, in das ihre Erfahrungen als Netz-Bürgerrechtsaktivistin und Online-Wahlkampf-Beraterin einflossen. Danach arbeitete sie drei Jahre bei dem Spieleentwickler Wooga, einem schnell wachsenden Unternehmen in der Gaming-Branche. Seither lebt sie als Autorin und Aktivistin in Berlin. Sie sammelt und schreibt Geschichten, engagiert sich in der Netz- und Umweltpolitik und ist an Performances wie etwa dem Chaos Ballett beteiligt. Kaufmann untersucht, wie soziale und individuelle Verantwortung in Zukunft aussehen könnte und wie sie sich institutionell neu verankern ließe. Ihr fiktionales Werk Helle Materie ist ein Zwischenergebnis ihrer Erkundungen.

## Werke
Sina Kamala Kaufmann veröffentlichte 2019 ihr literarisches Debüt „Helle Materie: Nahphantastische Erzählungen“ mit Miniaturen über das Zusammenleben in der Zukunft. Das Buch wird u. a. „Beunruhigend hellsichtig.“ (Tagesspiegel) und von Wolfgang Schütz als „Eine kleine Sensation.“ (Augsburger Allgemeine) beschrieben.
„Die Berliner Autorin Sina Kamala Kaufmann dekliniert in ihrem ersten Erzählungsband, wie die Zukunft in wenigen Jahren aussehen könnte. Lakonisch, hyperrealistisch und grotesk zugleich. Die Szenen sind nicht mehr fern, und es klingt durchaus etwas Bedrohliches mit. Absolut faszinierend, überraschend, genau beobachtet. Für mich eine der ganz großen ersten Entdeckungen dieses Jahres.“ – Gesa Ufer, Kompressor (Deutschlandfunk Kultur)
„Formuliert mehr utopische Ideen als manch ein zeitgenössischer Roman.“ – Pascal Fischer, Lesenswert (SWR2)

„Ja, wie hat es denn begonnen, dieses 21. Jahrhundert mit seinen spätkapitalistischen Selbstverständlichkeiten, seinen lässig einstudierten Gesten der Verweigerung und der Ahnung, dass eine große Änderung bevorsteht? In ihrem bestechend intelligenten Buch erdreistet sich Kaufmann nicht, eine einfache Antwort hierauf zu geben. Aber selten wurde die Frage in den letzten Jahren so eindringlich, agil und spielerisch gestellt wie in ihren Erzählungen.“ – Samuel Hamen, Tageblatt (Luxemburg) 
2023 beteiligte sich Kaufmann mit einer "Erzählung aus der Zukunft " an dem Sachbuch Holy Shit: der Wert unserer Hinterlassenschaften von Annette Jensen.

## Bibliografie
- Politik im Web : zwischen Wahlkampf und Netzpolitik. Bouvier, Bonn 2011, ISBN 978-3-416-03326-8.
- Helle Materie : Nahphantastische Erzählungen. mikrotext, Berlin 2019, ISBN 978-3-944543-74-1.
- Holy Shit : Der Wert unserer Hinterlassenschaften (gemeinsam mit Annette Jensen) Orange-Press, Berlin 2023, ISBN 978-3-936086-85-0

als Herausgeberin
- Wann wenn nicht wir* : Ein extinction rebellion Handbuch. Herausgegeben von Sina Kamala Kaufmann, Michael Timmermann und Annemarie Botzki unter Mitarbeit von Steffen Greiner. Aus dem Englischen von Ulrike Bischof. S. Fischer, Frankfurt am Main 2019, ISBN 978-3-10-397003-6 (erweiterte Ausgabe von This is not a drill: an extinction rebellion handbook).